# Le Coup de foudre (film, 1912)
Pour les articles homonymes, voir Coup de foudre (homonymie).
Pour plus de détails, voir Fiche technique et Distribution.
Le Coup de foudre est un film muet français réalisé par Georges Monca, sorti en 1912.

## Fiche technique
- Titre : Le Coup de foudre
- Réalisation : Georges Monca
- Scénario :
- Photographie :
- Montage :
- Société de production : Société cinématographique des auteurs et gens de lettres (S.C.A.G.L)
- Société de distribution : Pathé Frères
- Pays d'origine :  France
- Langue : film muet avec les intertitres en français
- Métrage : 220 mètres
- Format : Noir et blanc — 35 mm — 1,33:1 — Muet
- Genre :  Comédie
- Durée : 7 minutes 10 secondes
- Date de sortie : 
  - France : octobre 1912

## Distribution
- Mistinguett
- Charles Lorrain
- Émile Mylo